# Nagyborszó
Nagyborszó (románul: Bârsău Mare) település Romániában, Szilágy megyében.

## Fekvése
A Szamos jobb partján, Szamossósmező és Galgó közt fekvő település.

## Nevének eredete
Nevét a breza, bor ószláv szóból vette, melynek magyar jelentése ’nyírfa’.

## Története
A kezdetektől fogva Csicsóvárhoz tartozó település nevét 1405-ben említették először az oklevelekben Borzo néven. 1405-ben Zsigmond adta új adományként a losonczi Bánffyaknak, 1467-ben azonban hűtlenség miatt elvette tőlük és szerdahelyi Kiss Mihálynak adományozta. 1571-ben II. János király Kővár urának, Hagymási Kristófnak adományozta el, kitől később a kincstárra szállt. 1579-ben Keresztúri Kristóf kővári kapitány birtoka volt, és övé volt még 1594-ben is.
1609-ben Báthory Gábor cserényi Farkasnak adta az ekkor Kővárhoz tartozó birtokot. 1647-ben Cserényi Farkas utódai osztották egymás közt 3 részre. A Cserényi leszármazottaké volt még 1669-ben is. 1680-ban I. Apafi Mihály a birtokot Mikola Zsigmond özvegyének Kamuthy Zsuzsannának és gyermekeinek adta zálogba és csak 1684-ben váltotta vissza, majd 1688-ban a Naláczy család tagjainak adta zálogba. 1679-ben gróf Bánffy Dénesné és leányai, gróf Bánffy Ágnes és gróf Eszterházy Jánosné birtokában volt.
1820-ban a kincstár magához váltotta, és kincstári birtok volt még 1863-ban is. 1891-ben 454 lakosa volt, melyből 5 római katolikus, 436 görögkatolikus román, 1 református, 12 izraelita volt. 1896-ban 421 lakosa volt, ebből 406 görögkatolikus, 5 helvét, 10 zsidó volt. Az 1910-es népszámláláskor 505 lakosa volt, ebből 10 magyar, 12 német, 483 román volt, melyből 479 görögkatolikus, 12 izraelita volt. A 20. század elején Szolnok-Doboka vármegye Nagyilondai járásához tartozott.

## Nevezetességek
- Görögkatolikus, utóbb ortodox fatemploma